# Cephas Chimedza
Cephas Chimedza (Harare, 5 december 1984) is een Zimbabwaans voetballer die bij voorkeur als middenvelder speelt. Hij debuteerde in 2004 in de Zimbabwaanse nationale ploeg, waarvoor hij meer dan dertig interlands speelde.

## Carrière
- 1994-2002: Dynamos FC
- 2002-2005: CAPS United
- 2005-2006: K. Beerschot AC
- 2006-2010: Sint-Truidense VV
- 2011:0000 : KVC Westerlo
- 2011-2012: Cappellen FC
- 2013-2018: Willebroekse SV
- 2018-2021:  Fc De Bruurs
- 2025-…: VK Heindonk

## Statistieken
| seizoen | club               | land   | competitie      | wed. | goals |
| ------- | ------------------ | ------ | --------------- | ---- | ----- |
| 2005/06 | Germinal Beerschot | België | Jupiler League  | 9    | 0     |
| 2006/07 | Sint-Truidense VV  | België | Jupiler League  | 29   | 2     |
| 2007/08 | Sint-Truidense VV  | België | Jupiler League  | 28   | 3     |
| 2008/09 | Sint-Truidense VV  | België | Exqi League     | 32   | 8     |
| 2009/10 | Sint-Truidense VV  | België | Jupiler League  | 24   | 6     |
| 2009/10 | Sint-Truidense VV  | België | Play-Off I      | 6    | 0     |
| 2010/11 | KVC Westerlo       | België | Jupiler League  | 0    | 0     |
| 2011/12 | Cappellen FC       | België | Vierde Klasse C | 0    | 0     |
| 2013/14 | Willebroekse SV    | België | Vierde Klasse C | 0    | 0     |
|         |                    |        | Totaal          | 128  | 19    |

Bijgewerkt: 1/10/2013